# Janina Matysik
Janina Matysik (ur. 10 maja 1922 w Lesznie Wielkopolskim, zm. 19 stycznia 1996 w Szczecinie) – polska malarka.
Studiowała w państwowej Wyższej Szkole Sztuk Plastycznych w Poznaniu (1948-1951) u profesorów Jana Piaseckiego i Eustachego Wasilkowskiego. Na dalszym etapie studiowała na warszawskiej Akademii Sztuk Pięknych (1951 - 1953) u batalisty Michała Byliny.

## Życiorys
Urodziła się 10.05.1922 roku w Lesznie Wielkopolskim. Studiowała w państwowej Wyższej Szkole Sztuk Plastycznych w Poznaniu (obecnie Uniwersytet Artystyczny im. Magdaleny Abakanowicz w Poznaniu), oraz na warszawskiej Akademii Sztuk Pięknych Tuż po ukończeniu studiów, w 1954 roku, osiadła w Szczecinie, wiążąc się na długie lata ze środowiskiem artystycznym Szczecina. W 1956 roku jako stypendystka Ministerstwa Kultury przebywała kilka miesięcy we Włoszech. W późniejszych czasach podróżował po Francji i Hiszpanii. 
Była członkiem Związku Polskich Artystów Plastyków. Okręg Szczeciński. 
Zmarła 19.01.1996 roku w Szczecinie. Pochowana w Zdunach koło Krotoszyna (woj. wielkopolskie). 
Po śmierci uhonorowana Drzewkiem Pamięci na Cmentarzu Centralnym w Szczecinie.

## Twórczość
Studiowała w Państwowej Wyższej Szkole Sztuk Plastycznych w Poznaniu (1948–1951) u profesorów Jana Piaseckiego i Eustachego Wasilkowskiego oraz na warszawskiej Akademii Sztuk Pięknych (1951–1953) u znanego batalisty Michała Byliny. Uzyskała dyplom z malarstwa sztalugowego. Specjalizacja - malarstwo ścienne. Prezentowała swoje prace na wielu wystawach w Polsce i zagranicą.
Malowała głównie martwe natury i pejzaże, przenosząc na grunt szczeciński tradycje warszawskiego koloryzmu, przefiltrowanego przez doświadczenia sztuki abstrakcyjnej. Wspólnie ze szczecińskimi twórcami brała udział w wielu zbiorowych ekspozycjach, począwszy od słynnej Wystawy Młodej Plastyki w warszawskim Arsenale (1955). 
Brała udział w licznych wystawach indywidualnych i zbiorowych:
Wystawy indywidualne:
- Szczecin - 1960, 1962, 1969, 1971, 1972, 1977, 1979, 1992
- Koszalin - 1963. Galeria Teatru "Dialog"
- Poznań - 1961, 1979 rysunek BWA. Arsenał, 1977. Międzynarodowy Klub Książki i Prasy.
- Lublin - 1975. BWA

Udział w ważniejszych wystawach ogólnopolskich:
- 1955 - Wystawa Młodej Plastyki. warszawa. Arsenał
- 1958 - Salon Radomski. Radom
- 1959 - Plastyka Ziem Nadodrzańskich. Warszawa
- 1961, 1963 - Plastyka ziem nadodrzańskich. Wrocław
- 1962 - I, II, IV, V, VII Festiwal Polskiego Malarstwa Współczesnego. Szczecin
- 1965 - "Złote Grono". Zielona Góra
- 1967 - "Bielska Jesień". Bielsko-Biała
- 1975 - "Panorama" XXX-lecie. Warszawa. Zachęta
- 1985 - Plastyka Ziem Zachodnich i Północnych. czterdziestolecie powrotu do Macierzy. Olsztyn

Udział w wystawach grupowych:
- 1958 - Malarstwa, rzeźba, grafika. Janina Kosińska, Janina Matysik, Joanna Spychalska, Krystyna Trzeciak. Szczecin
- 1966 - "Zespół szczeciński". Szczecin. Łódź
- 1972 - "Szczecińska Grupa". Sopot. Bydgoszcz
- 1980 - Postawy Twórcze Środowiska Szczecińskiego. Wrocław
- 1981 - Malarstwo, Grafika, Rzeźba Środowiska Szczecińskiego. Katowice
- 2013 - "A może morze", Muzeum Narodowe w Szczecinie – Muzeum Sztuki Współczesnej (pośmiertnie)[7]
- 2019 - ZOOESTETYKA. Zwierzęta w sztuce. Muzeum Narodowe w Szczecinie – Muzeum Sztuki Współczesnej w Szczecinie (pośmiertnie)[8]
- 2019 - „Niezapomniani” Szczecin - Stowarzyszenie Dziennikarzy Rzeczypospolitej Polskiej "Pomorze Zachodnie" (pośmiertnie)[9]

Udział w wystawach zagranicznych:
- 1962 - Ystad. Szwecja. Wystawa Plastyki Szczecińskiej
- 1965 - Archus. Dania. Młoda Plastyka Szczecińska
- 1968 - Visby. Szwecja. Ars Baltica
- 1971 - Ryga. Łotwa
- 1973 - Burgas. Bułgaria
- 1973 - Praga. Czechosłowacja (obecnie Czechy)
- 1978 - Skagen. Dania. Współczesna Plastyka Wybrzeża
- 1970, 1975, 1981 - Rostak. Kunsthalle
- 1979 - Lubeka. Niemcy. Museum fur Kunst- und Kulturgesechichte
- 1979 - Budapeszt. Węgry

Prace Janiny Matysik znajdują się w zbiorach Muzeum Narodowego w Warszawie, Szczecinie i Wrocławiu, w Muzeum Okręgowym w Olsztynie oraz w kolekcjach prywatnych w kraju i zagranicą (Szwecja, Niemcy).

### Wybrane prace

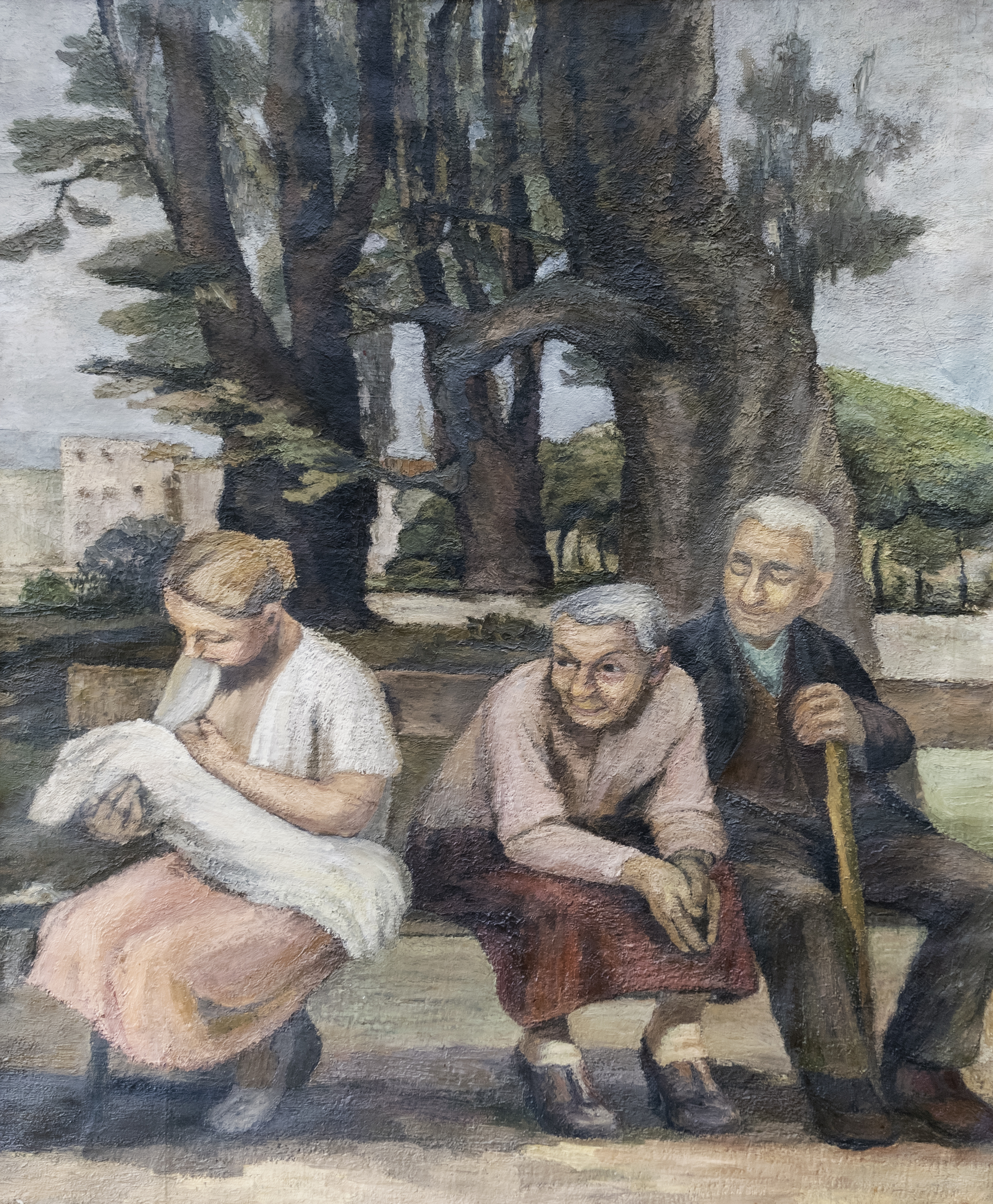
Praca dyplomowa 1953r
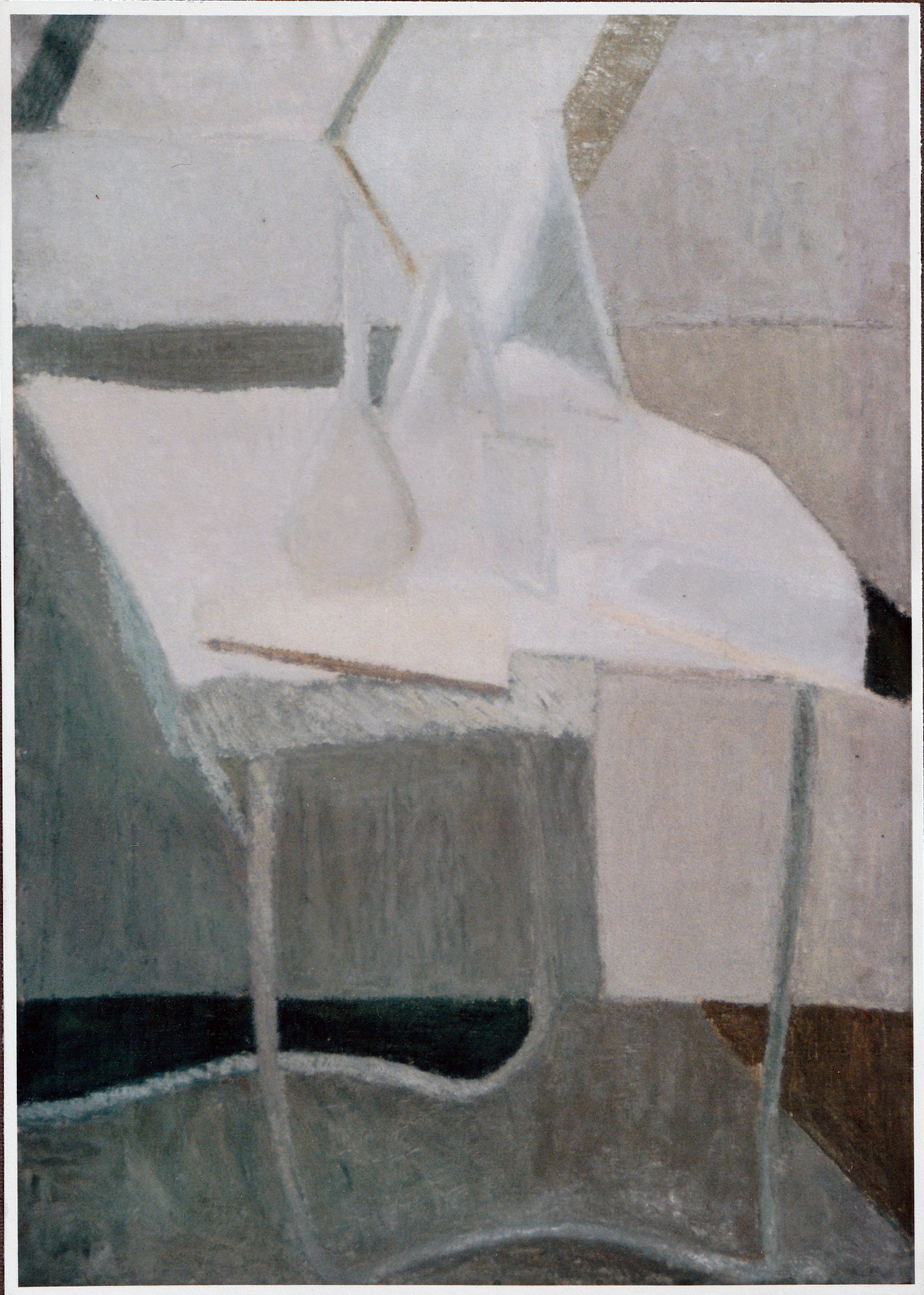
Martwa natura 1960r.
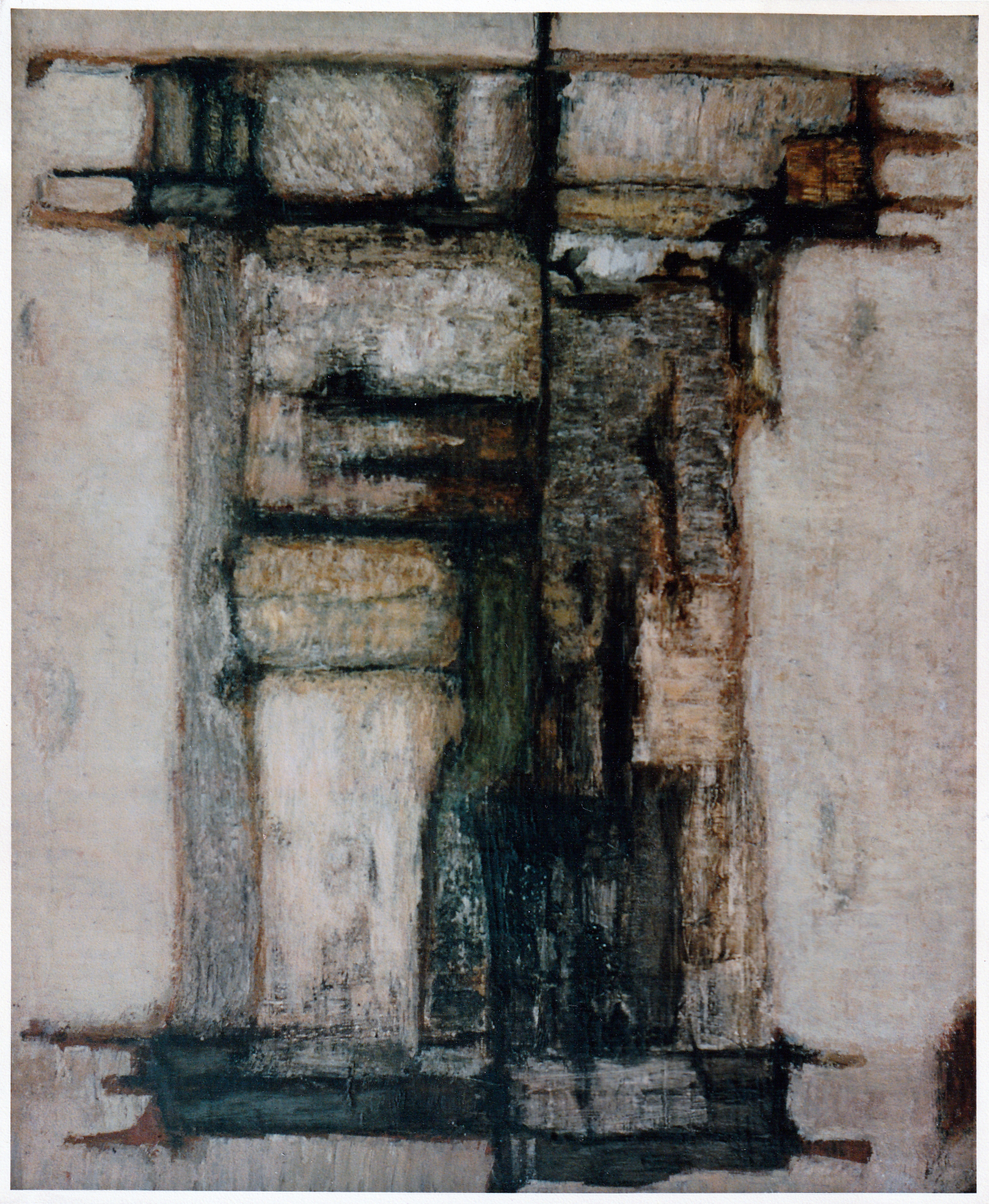
Stary wiatrak 1963r.
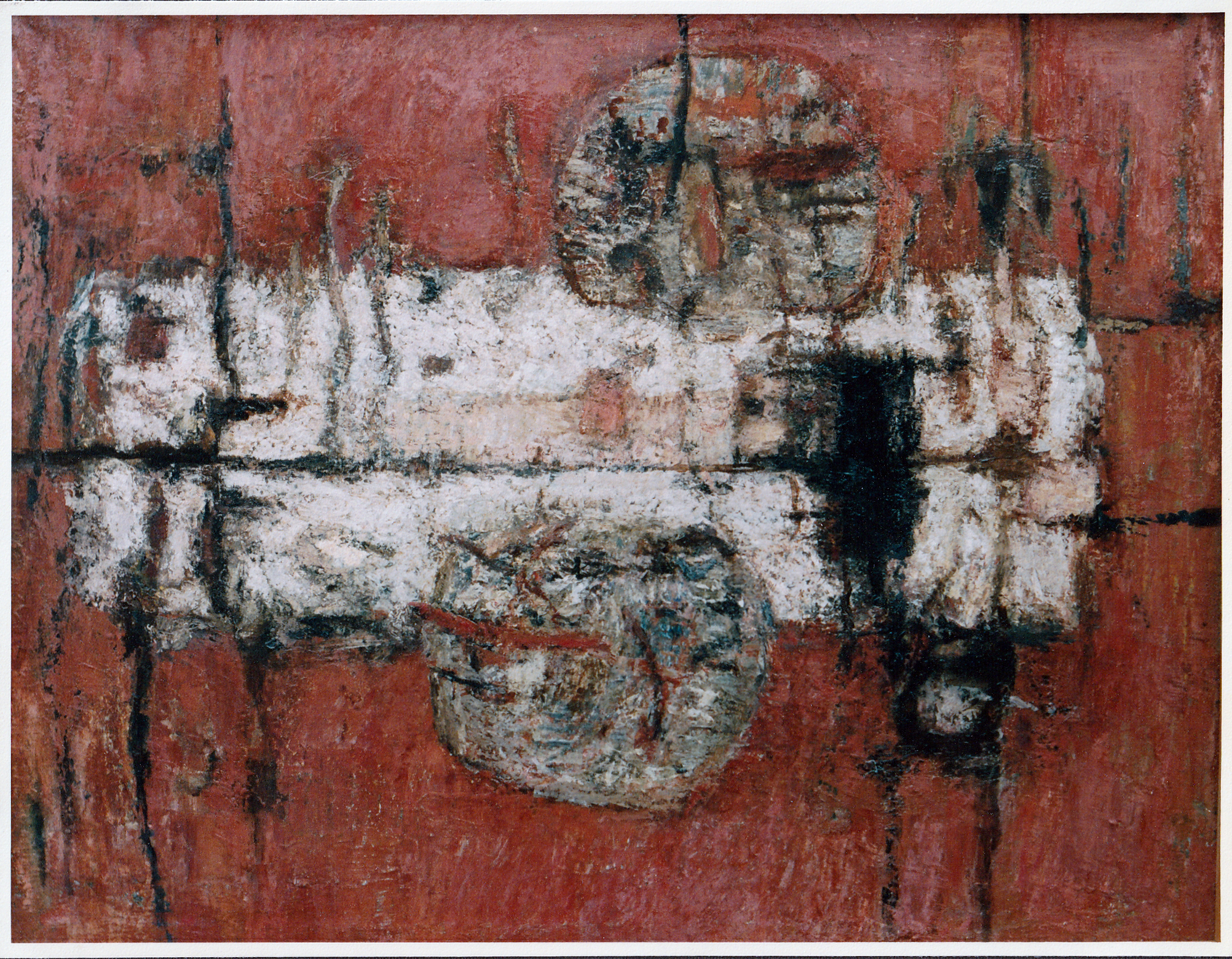
Kompozycja czerwona 1965r.
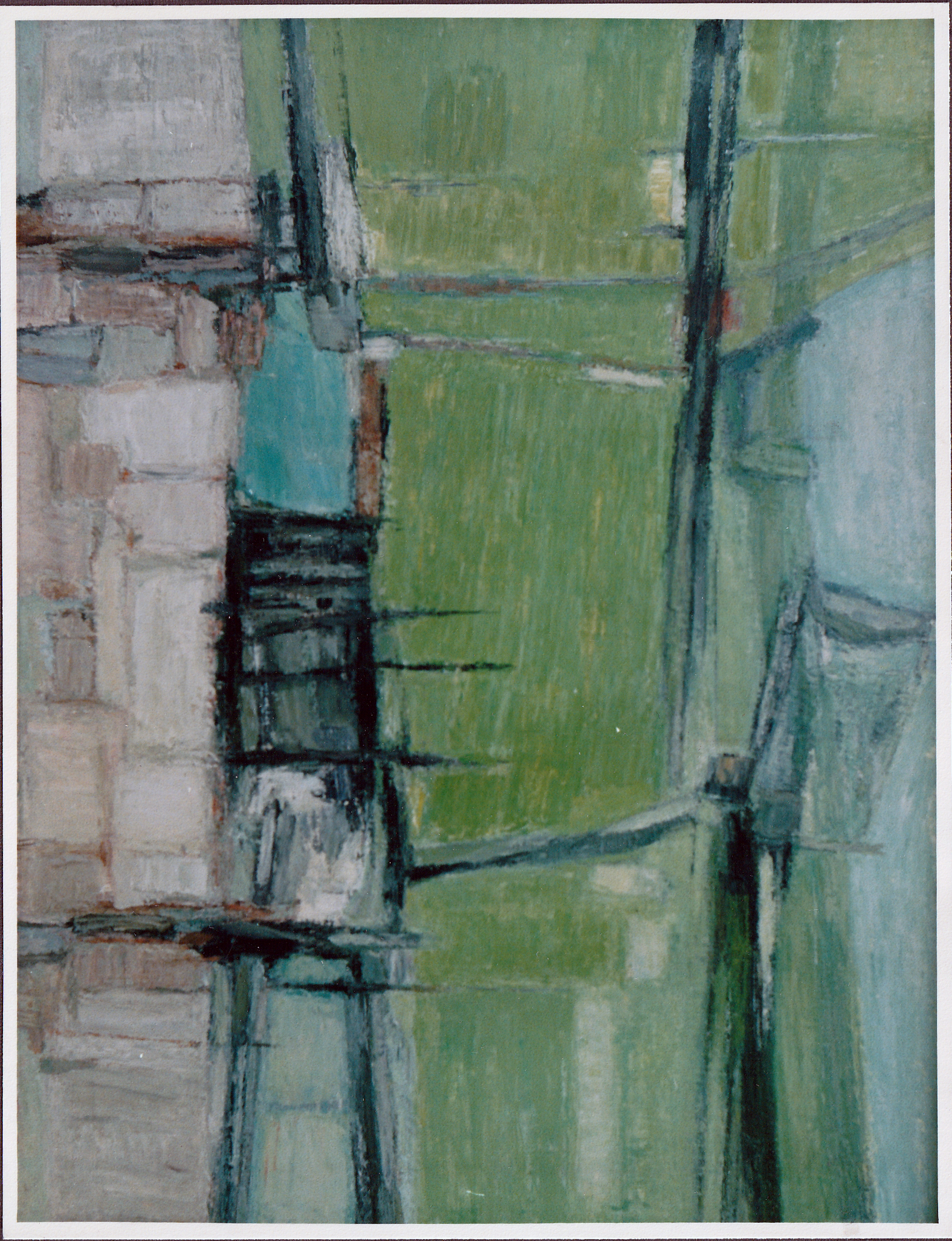
Wiosna na wsi 1968r.
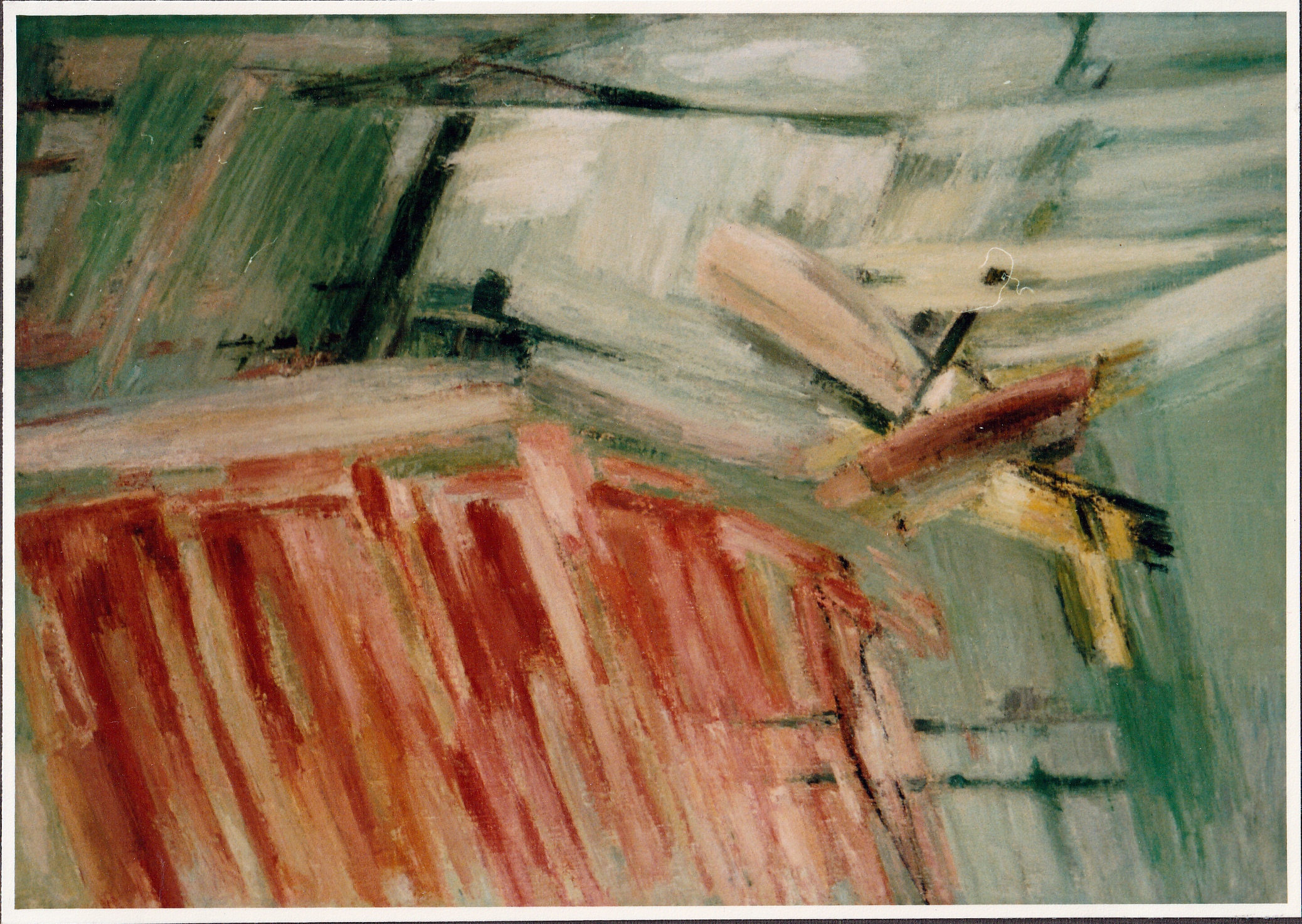
Sianokosy 1971r.
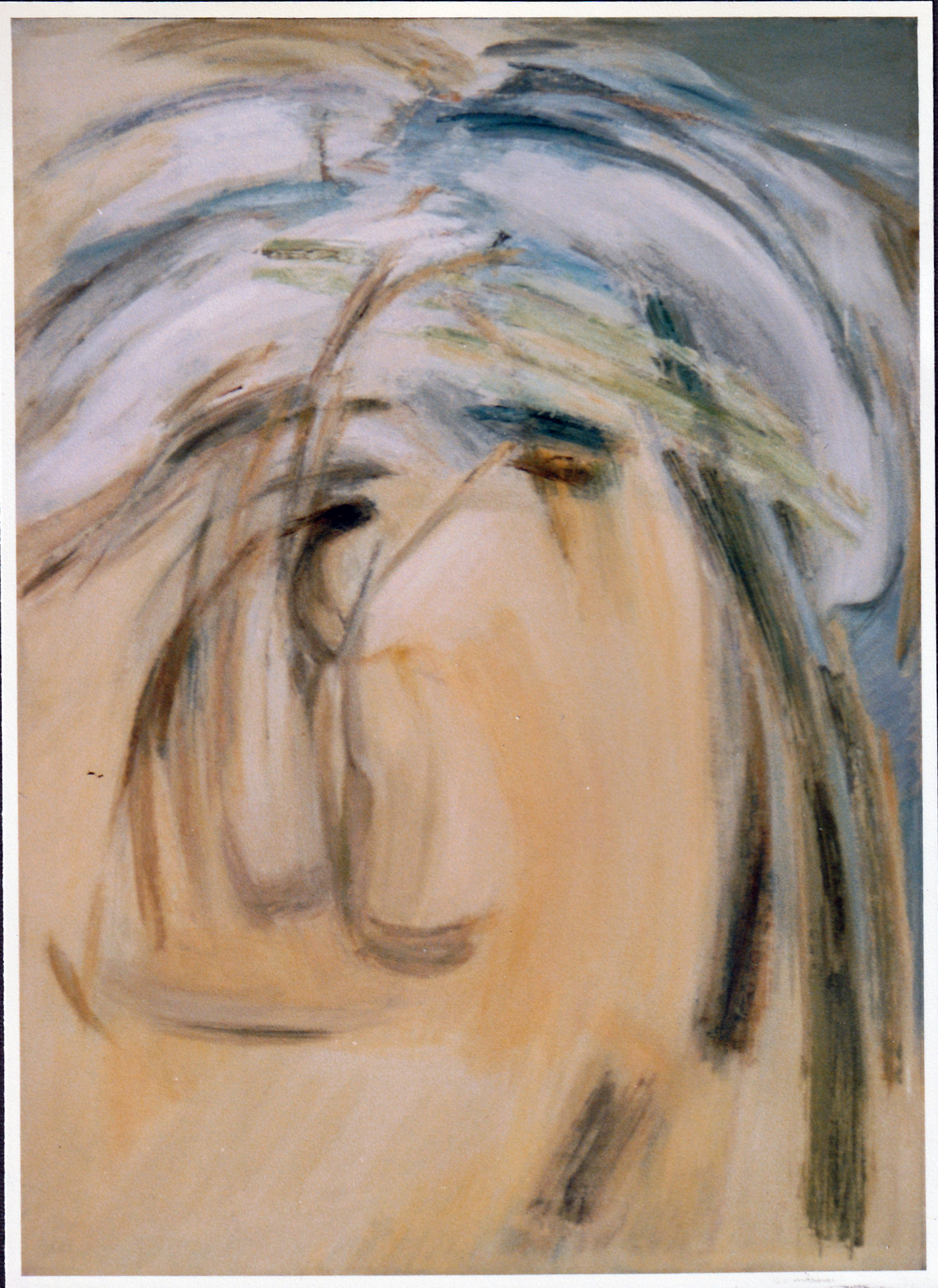
Portret na plaży 1978r.
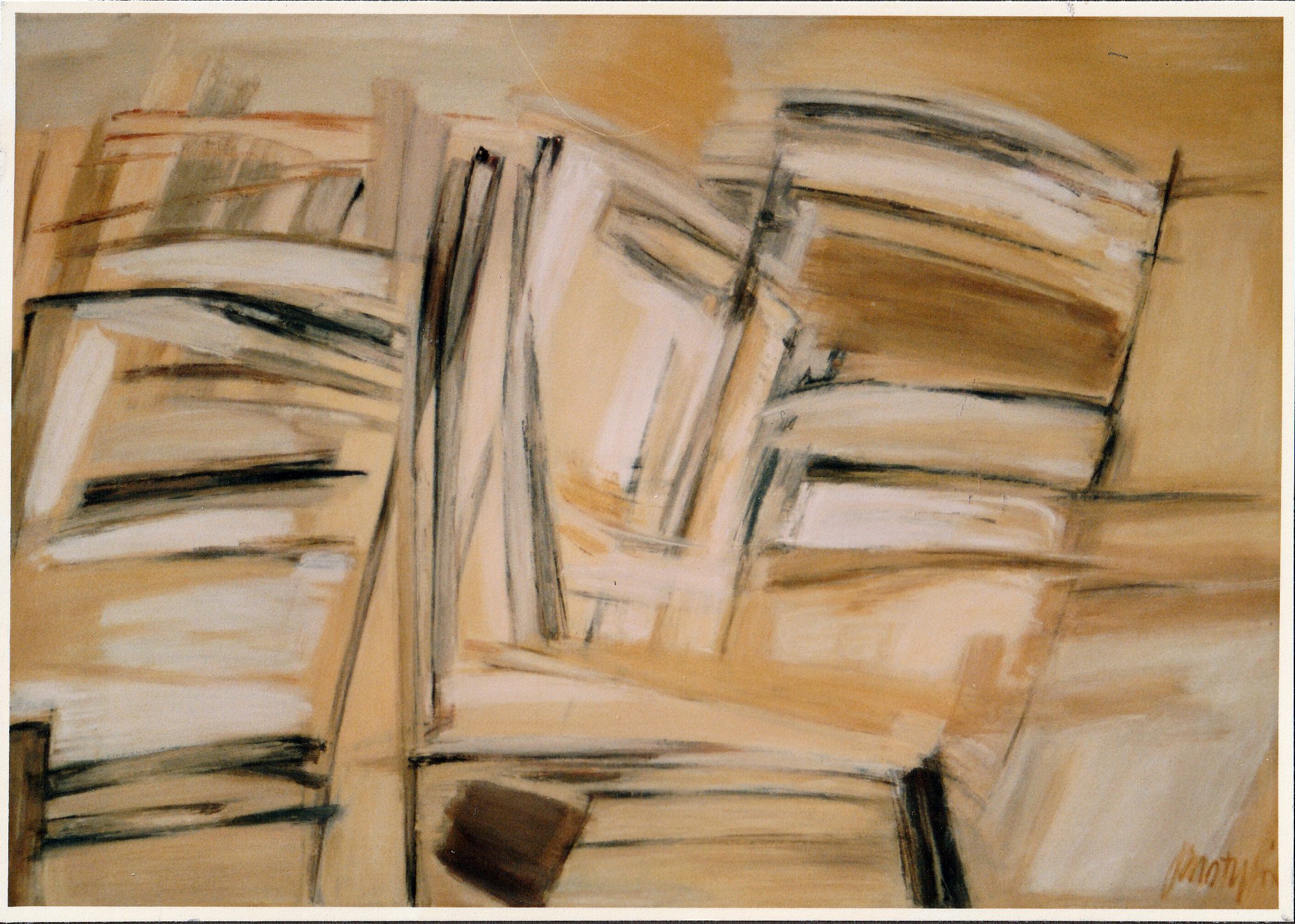
Wrzesień na plaży 1980r.
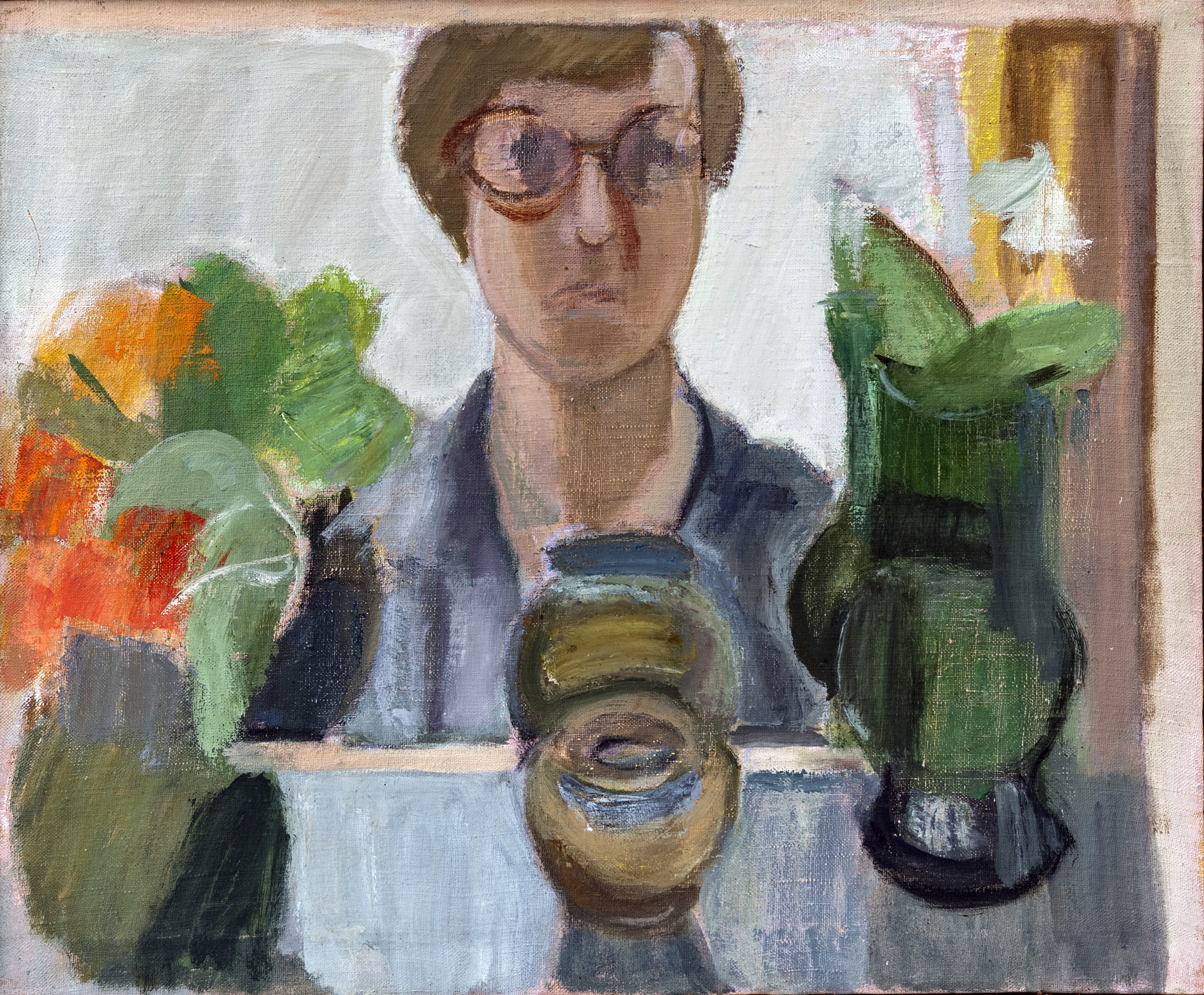
Autoportret w lustrze